# Думбадзе Хусія Мевлюдович
Хусія Мевлюдович (Мевлудович) Думбадзе (?, село Сіхалісдзебі, тепер Аджарія, Грузія — ?) — грузинський радянський діяч, голова колгоспу «Цітели Меурне» Кедського району Аджарської АРСР Грузинської РСР. Депутат Верховної ради СРСР 1-го скликання.

## Життєпис
Народився в бідній селянській родині. З дитячих років працював у батьківському господарстві. У 1921 році вступив до комсомолу.
Працював чорноробом. Потім був міліціонером та начальником загону із боротьби з контрреволюцією в Кедському і Хулойському районах Аджарської АРСР.
Член ВКП(б) з 1926 року.
З 1930-х років — голова колгоспу «Цітели Меурне» Кедського району Аджарської АРСР Грузинської РСР.
Подальша доля невідома.